# Lophocarpinia aculeatifolia
Lophocarpinia es un género monotípico de planta fanerógamas perteneciente a la familia Fabaceae. Su única especie: Lophocarpinia aculeatifolia, es originaria de América del Sur.

## Taxonomía
Lophocarpinia aculeatifolia fue descrito por (Burkart) Burkart  y publicado en Darwiniana 11(2): 257. 1957.
sinonimia
- Cenostigma aculeatifolium Burkart	[2]